# Glasgow (Oregon)
Glasgow (coos nyelven: kdet) az Amerikai Egyesült Államok északnyugati részén, Oregon állam Coos megyéjében, a Coos-öböl északi határán, Coos Baytől 10 km-re északra, a 101-es úttól keletre elhelyezkedő statisztikai- és önkormányzat nélküli település. A 2010. évi népszámláláskor 763 lakosa volt. Területe 8,35 km², melynek 100%-a szárazföld.
A településen található egy bolt, valamint az Állattartás Pártfogói Nemzeti Majorsága 1928-ban elkészült épülete (North Bayside Grange, más néven Glasgow Grange). Az üzletnél elhelyezett felirat szerint a lakosság 275,5 fő; a 0,5 Jack S. Stevensre, a bolt tulajdonosára és a helység önjelölt polgármesterére utal.

## Történet
A települést az 1890-es években alapították a Pacific Coal & Transportation Company ingatlanspekulánsai, köztük  Henry L. Pittock, Phil Metschan és Winfield Scott Schley admirális. A közösség az alapítás után harminc évvel kezdett fejlődni, amikor a 101-es út elérte a települést, így a North Bend-i, a Coos-öböli híd elkészülte előtt a vízen való átkeléshez használt komp könnyen megközelíthetővé vált. Egyes állítások szerint a helységet egy skót nevezte el a skóciai Glasgow után, de a történet hitelességét az Oregon Geographic Names szerzői nem tudták bizonyítani.

## Népesség
A 2010-es népszámláláskor  763 lakója, 350 háztartása és 217 családja volt. A népsűrűség 91,4 fő/km2. A lakóegységek száma 393, sűrűségük 47,1 db/km2. A lakosok 92,8%-a fehér, 0,1%-a afroamerikai, 1,6%-a indián, 1,6%-a ázsiai,  0,8%-a egyéb, 3,1%-a pedig kettő vagy több etnikumú. A spanyol vagy latino származásúak aránya 3,7% (2% mexikói, 0,5% Puerto Ricó-i,  1,2% egyéb spanyol vagy latino származású.)
A háztartások 14,9%-ában élt 18 évnél fiatalabb. 51,4% házas, 8% egyedülálló nő, 2,6% egyedülálló férfi, 36% pedig nem család. 28,6% egyedül élt; 12,9%-uk 65 éves vagy idősebb. Egy háztartásban átlagosan 2,18 személy élt; a családok átlagmérete 2,62 fő.
A medián életkor 54,5 év volt. Lakóinak 15,9%-a 18 évesnél fiatalabb, 3,1% 18 és 24 év közötti, 16,2%-uk 25 és 44 év közötti, 39,9%-uk 45 és 64 év közötti, 23,5%-uk pedig 65 éves vagy idősebb. A lakosok 48,9%-a férfi, 51,1%-a pedig nő.

## Fordítás
Ez a szócikk részben vagy egészben  a   Glasgow, Oregon című angol Wikipédia-szócikk ezen változatának fordításán alapul.  Az eredeti cikk szerkesztőit annak laptörténete sorolja fel. Ez a jelzés csupán a megfogalmazás eredetét és a szerzői jogokat jelzi, nem szolgál a cikkben szereplő információk forrásmegjelöléseként.